# Geronimo (filme de 1962)
Geronimo (br: Sangue de Apache) é um filme estadunidense, de 1962, dos gêneros aventura, faroeste e romance, dirigido por Arnold Laven,  roteirizado pelo diretor e Paul Fielder, música de Hugo Friedhofer.

## Sinopse
Geronimo tenta adequar-se com seu povo a um tratado de paz e a vida nas reservas, mas o preconceito e intolerância de um capitão de cavalaria o levam a uma nova revolta.

## Elenco
- Chuck Connors ....... Geronimo
- Kamala Devi ....... Teela
- Pat Conway ....... Capitão William Maynard
- Armando Silvestre ....... Natchez
- Adam West ....... Tenente  John Delahay
- Lawrence Dobkin ....... General George A. Crook
- John Anderson ....... Jeremiah Burns
- Enid Jaynes ....... Huera
- Ross Martin ....... Mangus
- Denver Pyle ....... Senador Conrad
- Nancy Rodman....... Mrs. Marsh (as Nancy Roldán)
- Amanda Ames ....... Mrs. Burns
- Eduardo Noriega ....... Coronel Morales
- Claudio Brook
- Joe Higgins ....... Kincaide
- Mario Navarro ....... Giantah